# Malásia nos Jogos Olímpicos de Verão de 2020
A Malásia participa nos Jogos Olímpicos de Verão de 2020. O responsável pela equipa olímpica é o Conselho Olímpico da Malásia, bem como as federações desportivas nacionais de cada desporto com participação. Está representado por 30 atletas em 10 desportos.